# لورنس ارتشر
لورنس ارتشر (بالإنجليزية: Laurence Archer)‏ هو عازف قيثارة بريطاني، ولد في القرن العشرين.

## وصلات خارجية
- لورنس ارتشر على موقع ميوزك برينز (الإنجليزية)